# Karikirakean Te I-Kiribati
Karikirakean Te I-Kiribati (in inglese United Coalition Party, in italiano Partito della Coalizione Unita, KTK) è stato un partito politico gilbertese, attivo dal 2010 al 2016.

## Storia
Il partito è stato istituito nel mese di agosto del 2010 come una fusione del Kiribati Independent Party e Protect the Maneaba. Il nuovo partito detenne 12 seggi, il che lo rende la più grande fazione di opposizione.
Alle elezioni parlamentari del 2011 ha ottenuto dieci seggi e ha candidato Tetaua Taitai alle elezioni presidenziali del 2012.
Nel gennaio 2016 si è fuso con il Maurin Kiribati Party per formare il Tobwaan Kiribati Party.

## Risultati elettorali
| Elezione          | Seggi   |
| ----------------- | ------- |
| Parlamentari 2011 | 10 / 44 |